# 博布羅維庫特
47°5′54″N 32°56′42″E / 47.09833°N 32.94500°E
博布羅維庫特（烏克蘭語：Бобровий Кут）是位於烏克蘭南部的村莊，由赫爾松州貝里斯拉夫區的卡利尼夫斯凱市鎮負責管轄。該村始建於1807年，面積0.99平方公里，海拔高度28米，2001年人口605，人口密度每平方公里608.7人。